# Cultura andrónovo

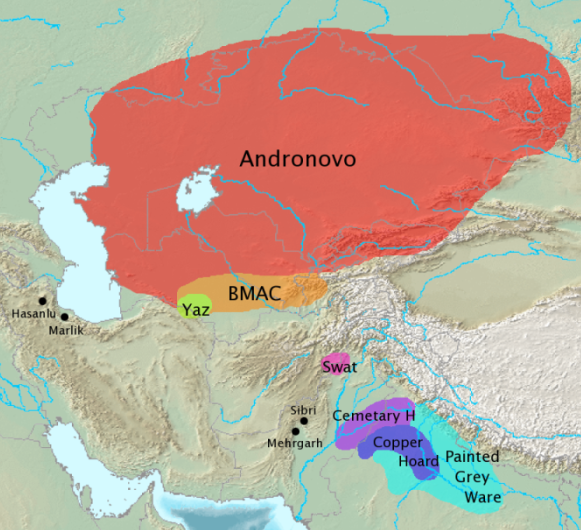
Culturas arqueológicas asociadas con la cultura de Andrónovo, según la Enciclopedia de cultura indoeuropea (EIEC):
- cultura Yaz
- cultura BMAC (complejo arqueológico Bactria Margiana)
- cultura del río Swat
- cultura del Cementerio H
- cultura de los depósitos de cobre
- cultura de la alfarería gris pintada.

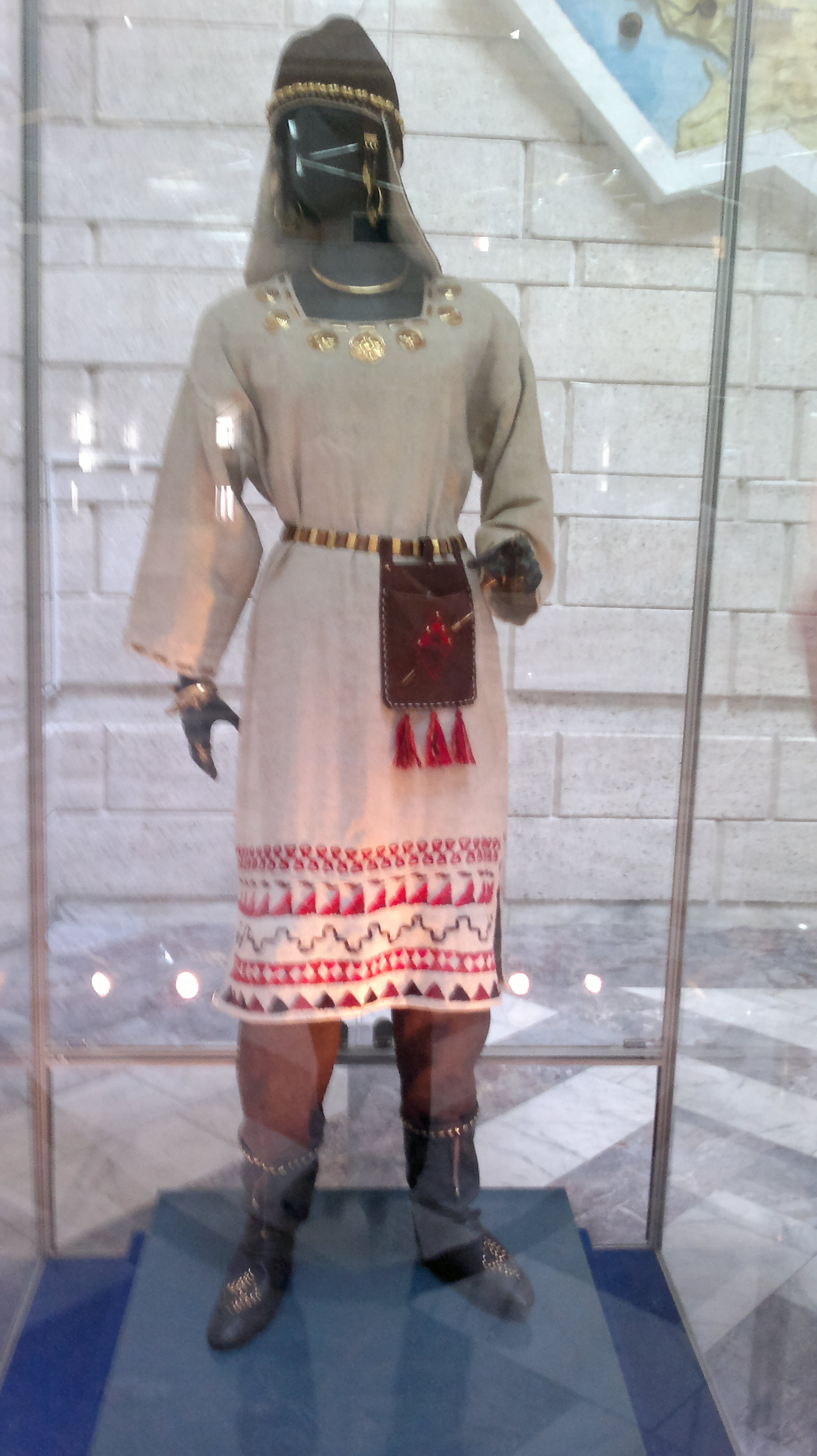
Reconstrucción del vestuario y joyería de una mujer de la cultura andrónovo entre los siglos XVII a XIII a. C.

La cultura andrónovo (en ruso Андро́новская культу́ра) se desarrolló del 2000 a. C. al 1200 a. C. Se han hallado restos arqueológicos en el norte de Asia Central y el suroeste de Siberia. En la región de Minusinsk se superpuso con la cultura afanásievo.
La cultura Andrónovo se extendió sobre un gran territorio desde la Siberia meridional al noreste, hasta el río Sir Daria al sur, y de este a oeste entre la cordillera de Altái y los montes Urales.
El sitio epónimo se encuentra ubicado en las coordenadas 55°53′N 55°42′E / 55.883, 55.700, a orillas del río Yeniséi.
Esta cultura pasó por tres períodos diferentes:
- fase antigua (siglos XVII a XVI a. C.).
- fase desarrollada (XV a XIV a. C.) y
- fase reciente (XIII a IX a. C.).

Los portadores de la cultura andrónovo practicaban la agricultura de cereal (trigo y cebada) y una ganadería sedentaria, que devino trashumante en la Fase Reciente. El caballo era especial objeto de cría; este equino fue utilizado por los andrónovos para la monta y para arrastrar carros de dos ruedas, encontrados en las necrópolis de esta cultura.
Los andrónovos desarrollaron una notable metalurgia (principalmente en bronce), gracias a la riqueza mineral del territorio donde se asentaban; también destinaban parte de la producción mineral al comercio con las poblaciones protourbanas de las cultura Namazga (en el actual Turkmenistán y en la Bactriana) y con los pueblos del Complejo Arqueológico Bactria-Margiana. Su cerámica fue especialmente elaborada entre los siglos XV y XIII a. C., con dos estilos diferenciados provenientes de dos centros artesanales en Alakul (entre los ríos Amu Daria y Sir Daria) y en Fiódorovo (en Siberia meridional).
En la Fase Antigua los asentamientos de los andrónovo estaban constituidos por pequeñas aldeas fortificadas. Con el tiempo estas fortificaciones (que eran principalmente recintos de leños y barro) desaparecieron y las poblaciones se organizaron en aldeas de planta circular.
Los pastores de la cultura andrónovo fueron los primeros en utilizar la yurta.
La cultura andrónovo es sobre todo conocida por sus sepulturas, que estaban constituidas principalmente por los túmulos, llamados luego en turco-tártaro (y posteriormente en ruso) kurganes.
Se considera muy posible que la cultura andrónovo fuese indoeuropea. Esto se deduce por los numerosos rasgos culturales que ulteriormente existieron en las poblaciones iranias: importancia casi sagrada —o directamente sagrada— del caballo, de la ganadería y del pastoreo, el culto al fuego y el culto al Sol (en la cultura andrónovo se constata la presencia de un culto a una deidad solar muy semejante a Mitra). También resulta muy probable que los andrónovos junto a los afanásievos fueran los ancestros de los tocarios.